# Carlo Ponti

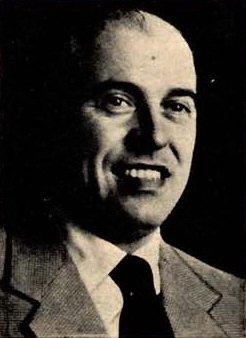
Carlo Ponti in 1951

Carlo Ponti (Magenta, 11 december 1912 – Genève, 10 januari 2007) was een Italiaans filmproducent.
Ponti studeerde rechten aan de Universiteit van Milaan. Hij begon in 1941 echter een loopbaan als filmproducent en heeft in totaal meer dan 140 films geproduceerd, waaronder La strada (1954), Boccaccio '70 (1962), Doctor Zhivago (1965), Blow-Up (1966) en Una giornata particolare (1977), waarin zijn tweede echtgenote, actrice Sophia Loren, een hoofdrol speelde.
Met zijn eerste echtgenote had Ponti twee kinderen, met Loren heeft hij er eveneens twee.
Ponti overleed in een ziekenhuis in Genève, waar hij tien dagen eerder was opgenomen wegens een longziekte. Sophia Loren was bij zijn overlijden aanwezig.